# Stizocera plumbea
Stizocera plumbea är en skalbaggsart som beskrevs av Pierre Émile Gounelle 1909. Stizocera plumbea ingår i släktet Stizocera och familjen långhorningar. Inga underarter finns listade i Catalogue of Life.